# Gavaudun
 Gavaudun  es una población y comuna francesa, en la región de Aquitania, departamento de Lot y Garona, en el distrito de Villeneuve-sur-Lot y cantón de Monflanquin.

## Demografía

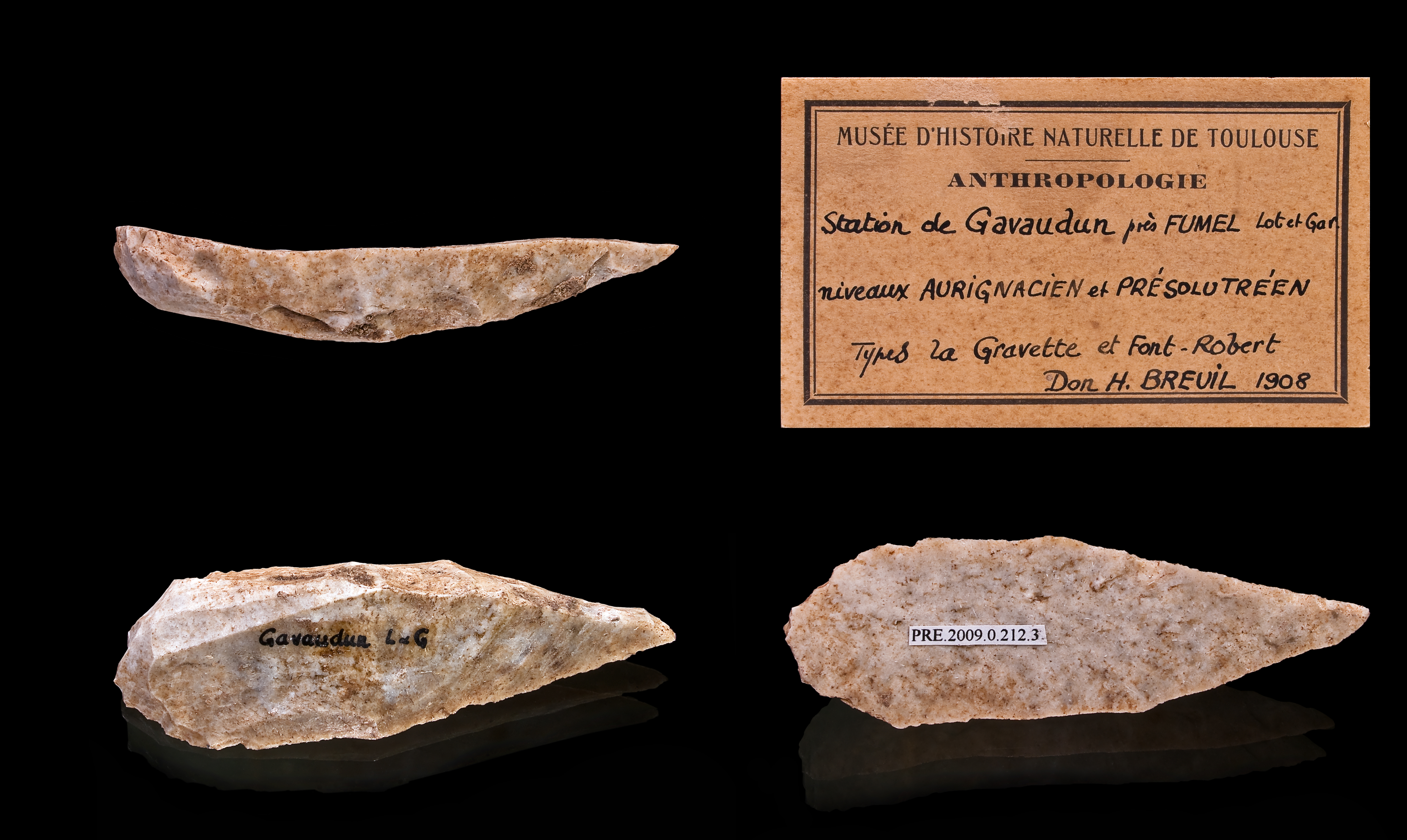
"Grattoir" - Aurignacien - Museo de Tolosa

| 320 | 276 | 256 | 269 | 287 | 316 |
| Para los censos de 1962 a 1999 la población legal corresponde a la población sin duplicidades (Fuente: INSEE [Consultar]) |     |     |     |     |     |